# الحلاوة البربرية
الحلاوة البربرية أو الحلوى البربرية أو الحلاوة الطحينية البربرية أو الحلاوة الطحينية السوداء (بالفارسية: حلوا بربری أو حلوای خاوری أو تهیه حلوا بربری)، شائعة في أجزاء من مقاطعة رضوي خراسان من قبل الشرقيين الخراسانيين في إيران. يتم تحضير هذه الحلوى من دقيق القمح الكامل وجنين القمح والزيت. يُعد طهي هذه الحلوى أمرًا صعبًا للغاية ويستغرق ما يقرب من 7 إلى 10 ساعات. كما أنه من الأفضل في طهيه استخدام الزيت الصلب على الرغم من ان في الوقت الحاضر يُستعمل الزيت النباتي وفي الماضي السمن الحيواني (مع الأخذ في الاعتبار أن الزيت النباتي الصلب ينتج أحماض دهنية ثقيلة السلسلة في الحرارة العالية، ومع القلي الطويل مع وهذا النوع من الدهون خطير جداً ومن العوامل المُسببة للسرطان المعروفة، وهنا من الأفضل عدم استخدامه، ونظراً لطول مدة طهيه على نار عالية، تعتبر الزيوت النباتية السائلة أكثر ملاءمة لهذه المهمة). لطهي هذا النوع من الحلوى ينبغي أستخدام أواني قوية مثل حديد الزهر المعروف بالصاج لأنه أثناء عملية الطهي يجب تحريكها باستمرار وكشط الجزء السفلي منها إثناء التحريك، وإلا فإنها ستحترق. وينبغي ستخدام الملاعق الحادة لتقليب هذا الطبق.
عادةً ما يتم طهي هذا النوع من الحلوى في يوم الأربعاء الأخير من شهر صفر كعرض.